# Flächenwirtschaftlichkeit
Flächenwirtschaftlichkeit ist ein Begriff, der im Bauwesen und in der Immobilienwirtschaft verwendet wird. Er beschreibt, wie wirtschaftlich die Flächen eines Gebäudes sind. Vor allem bei Bürogebäuden ist die Flächenwirtschaftlichkeitsanalyse der Grundrisse Bestandteil der Wertermittlung.

## Definition
Flächenwirtschaftlichkeit definiert sich wie Wirtschaftlichkeit im Allgemeinen über das Verhältnis von Nutzen und Ertrag zu Aufwand und Kosten. Ziel einer flächenwirtschaftlichen Optimierung ist, mit geringstem Einsatz eines knappen Gutes (Baugrund bzw. Investitionsmittel) einen möglichst hohen Nutzen (zweckdienliche Flächen bzw. hoher Mietertrag) zu erzielen.
Dazu gilt es verschiedene Größen zu optimieren, die in der Baunutzungsverordnung [BauNVO §§ 19 ff.], DIN 277 und in der II. Berechnungsverordnung für Wohnraum definiert sind
- die Geschossflächenzahl als Verhältnis von Geschossfläche zur Grundstücksfläche
- die Flächeneffizienz als Verhältnis von Brutto-Grundfläche zur Nutzfläche.

Allerdings berücksichtigen diese Verhältniswerte nicht die zweckdienliche Nützlichkeit der Flächen und führen so oft dazu, dass trotz Optimierung Flächen von geringer Nützlichkeit entstehen. Dagegen hilft die dritte Optimierungsgröße, indem sie die Effektivität berücksichtigt, also die zweckdienliche Nützlichkeit der Flächen
- der Nutzwert als Verhältnis von Nutzungskosten zu Herstellungskosten.

## Ein Beispiel
Bevor man auf einem Grundstück ein Bürohaus errichtet, wird man zunächst versuchen, eine möglichst hohe Geschossfläche genehmigt zu bekommen. Oft werden Architektenwettbewerbe durchgeführt, um die nach städtebaulichen Kriterien festgesetzte maximale Bebauung eines Grundstücks optimal auszunutzen oder mit außergewöhnlicher Architektur als Begründung zu überschreiten.
Als Nächstes gilt es in der Planung die Nutzfläche innerhalb der genehmigungsfähigen Geschossfläche zu maximieren, weil für den Projektentwickler und späteren Vermieter nur die vermietbare Nutzfläche Ertrag erwirtschaftet.
Handelt es sich um ein Mietobjekt, bleibt dem Mieter die Bewertung des Nutzwertes überlassen. Dabei handelt es sich um die simple Frage, wie viel Mietfläche benötigt er pro Arbeitsplatz.

## Aspekte
Quadratmeter sind die übliche Handelseinheit am Immobilienmarkt. Das ist allerdings aus drei Gründen weder zeitgemäß noch zielführend bei der Beurteilung der Flächenwirtschaftlichkeit von Bürogebäuden.
Erstens sind Quadratmeterangaben bei Bürohaus|Bürohäusern selten vergleichbar, weil Mietflächen trotz DIN-Norm und GIF-Richtlinie regelmäßig unterschiedlich berechnet werden. Mal wird Brutto- oder Netto-Grundfläche vermietet. Oft kommen preiskosmetische Aufschläge für allgemeine oder fiktive Flächen hinzu. Mitunter werden auch reine Miet- oder sogar nur Hauptnutzflächen abgerechnet. Für zusätzliche Verwirrung sorgt die Anpassung der Berechnungsmethode an die konjunkturelle Lage.
Zweitens sagen Quadratmeterangaben wenig über die Anzahl und Qualität möglicher Arbeitsplätze aus. Niemand braucht Quadratmeter an sich, sondern funktionale Arbeitsplätze und Infrastrukturflächen. So sind Flächen ohne Tageslicht für Arbeitsplätze kaum zu gebrauchen. Infrastruktureinrichtungen in Fassadennähe sind dagegen oft eine Verschwendung teurer Büroflächen.
Drittens verschleiern bloße Flächenangaben für die Nutzung entscheidende Unterschiede der Architektur:
- Die Baukörpergeometrie von Bürohäusern beeinflusst nicht nur die Flächeneffizienz. Blockbebauungen, Zeilen- und Kammstrukturen, Punkt- und Atriumhäuser unterscheiden sich vor allem durch charakteristische Verkehrsflächenanteile und Verhältnisse von hoch- zu minderwertigen Flächen. Baukörpertypische Merkmale wie Weglängen, Durchgangsverkehr, das Angebot an zentralen Flächen beeinflussen zudem die Prozesskosten, die Qualität der Arbeitsplätze und die Betriebskosten.
- Die Erschließung kann nicht nur repräsentativ oder sparsam sein. Lage und Gestaltung entscheiden auch über Erreichbarkeit, Aufteilbarkeit und Nutzbarkeit der Flächen für unterschiedliche Funktionen, je nachdem, ob die Erschließung zentral oder dezentral angeordnet ist, den Grundriss perforiert oder tangiert, Nutzungszonen trennt oder gliedert.
- Ein Fassadenraster von 1,25 m ist aufgrund des Siegeszuges von Flachbildschirmen und Laptops künftig ausreichend. Weit verbreitet sind indes Raster, die zur Unterbringung der gleichen Arbeitsplatzanzahl bis zu 30 % mehr Fläche erfordern. Dabei hängt die Qualität eines Arbeitsplatzes mehr von der Gestaltung der Fassaden und der Büroräume ab als von dem einen oder anderen zusätzlichen Quadratmeter.
- Mit der Gebäudetiefe verhält es sich ähnlich. In Deutschland sind Grundrisstiefen um 12 Meter weit verbreitet. Flächenwirtschaftlich sind sie nur, wenn sie, wenig zeitgemäß, vorwiegend mit Doppelzimmern an Mittelfluren genutzt werden. Größere Gebäudetiefen erweitern die Gestaltungsspielräume der Büroorganisation, ermöglichen moderne Büroformen, die bei gleicher Arbeitsplatzqualität 10 bis 20 % Fläche sparen, vor allem, wenn unterschiedliche Nutzungsstrategien in der Planung berücksichtigt wurden – insbesondere beim Brandschutz und der technischen Gebäudeausrüstung. Allzu große Gebäudetiefen erhöhen indes den Investitionsaufwand, Energieverbrauch und die Betriebskosten für mechanische Belüftung und künstliche Beleuchtung. Bei Gebäudetiefen ab 15 Metern überwiegen diese Nachteile.

## Nützlichkeit
Jeder einzelne Einflussfaktor hat erhebliche Auswirkungen auf die Nützlichkeit. Hinzu kommen die unübersichtlichen Wechselwirkungen zwischen den Faktoren. Sie vergrößern die künstlerischen Gestaltungsspielräume von Architekten, erleichtern es Projektentwicklern, flächenwirtschaftliche Nachteile zu verschleiern und erschweren es Nutzern, günstige von ungünstigen Angeboten zu unterscheiden.
Der Nutzwert hilft, die Spreu vom Weizen zu trennen. Er bewertet die Wechselwirkungen und damit die für den Nutzer relevante strukturelle Flächenwirtschaftlichkeit von Bürogebäuden.
Zur Bewertung reicht es in der Regel ein Regelgeschoss zu analysieren: Brutto-Grundfläche, Nutzfläche [≈ Netto-Mietfläche], Anzahl tagesbelichteter Layoutmodule [abhängig vom Fassadenraster mindestens 2,50 × 3,75 m] unter Berücksichtigung eines Mindestbedarfs von zwei Quadratmetern pro Layoutmodul für arbeitsplatzübergreifende Infrastruktur, die kein Tageslicht erfordert. Zur Abschätzung der effektiven Arbeitsplatzkapazität kann eine durchschnittliche Belegungsdichte von 0,8 Layoutmodul pro Arbeitsplatz angenommen werden.
Der Vergleich von 164 zeitgenössischen Bürohäusern unterschiedlicher Größe in Deutschland, Österreich und der Schweiz zeigt, dass es um beträchtliche Unterschiede geht:
- ± 19 Prozent beim Herstellungsaufwand [Brutto-Grundflächenaufwand pro Quadratmeter Netto-Mietfläche], der über die Baukosten den Mietpreis beeinflusst,
- ± 31 Prozent bei der Belegungskapazität der Mietflächen, die den Flächenverbrauch pro Arbeitsplatz bestimmt.
- Der Nutzwert repräsentiert schließlich die relativen Arbeitsplatzkosten, die gegenüber einem mittleren Angebot um über 34 Prozent höher oder niedriger sein können.

## Kosten und Nutzen
Im günstigsten untersuchten Objekt sind 17,9 m² BGF pro Arbeitsplatz erforderlich, im ungünstigsten Fall 36,5 m². Damit weist der Nutzwert eine viel größere Streubreite auf als die üblichen Preisdifferenzen zwischen vergleichbaren Mietangeboten.
Die Kosten pro Arbeitsplatz können also in einem effektiven Gebäude mit einem hohen Mietpreis pro Quadratmeter wesentlich geringer ausfallen als in einem weniger effektiven Gebäude mit einem deutlich niedrigeren Mietpreis. Freilich gibt es auch das Gegenteil: die Kombination aus hohem Mietpreis mit hohem Flächenverbrauch oder niedrigem Mietpreis und geringem Flächenverbrauch pro Arbeitsplatz. Das sorgt für eine noch größere Spreizung zwischen ungünstig und günstig, ebenso wie die Nebenkosten die pro Quadratmeter anfallen und in jedem Fall hinzu kommen.
Bei den untersuchten Objekten gibt es jedenfalls keinen Zusammenhang zwischen Nutzwert und Mietpreis, der vor allem Standort und Ausstattung der Gebäude widerspiegelt.
Es lohnt es sich also, den Nutzwert zu ermitteln, zu vergleichen und zu optimieren.
Bei den untersuchten Objekten mit insgesamt über 3 Mio. Quadratmetern
- ist jedes dritte Hochhaus flächenwirtschaftlicher als ein durchschnittliches Gebäude mit weniger als fünf Regelgeschossen;
- bietet jedes vierte Bürohaus mit weniger als fünf Regelgeschossen unterdurchschnittlichen Nutzwert;
- hat nur eines von zwanzig Bürohäusern einen hervorragenden Nutzwert, der deutlich über dem Durchschnitt liegt.

Die im Nutzwert abgebildete Flächenwirtschaftlichkeit eines Gebäudes ist weitgehend unabhängig vom Bürokonzept. Nur innerhalb des Rahmens, der durch den Nutzwert des Gebäudes definiert ist, kann die Flächeneffizienz eines Bürokonzeptes wirksam werden. Einzige Ausnahme bilden wenig nachgefragte und in ihrer Arbeitsplatzqualität kaum vergleichbare Großraumbüros, die ohne Raumzellen auskommen und unabhängig von Tageslicht und Ausbauraster verdichtet werden.

## Nutzwert
Das Nutzwert-Ranking kann für unterschiedliche Zwecke eingesetzt werden:
- zum Flächenwirtschaftlichkeitsvergleich von Bürohäusern, also insbesondere bei der Bewertung konkurrierender Mietangebote oder Entwürfe in einem Architektenwettbewerb;
- zur Analyse, Optimierung und Profilierung eines Entwurfs; jeder Architekt wird seine Kreativität und sein Können einsetzen, um einen Spitzenplatz zu belegen;
- beim Basel-II-Rating für die Projektfinanzierung, um die Chancen und Risiken im Vergleich mit Wettbewerbsobjekten zu bewerten;
- um den Mehrwert im Preiswettbewerb zu beziffern: € pro Arbeitsplatz statt € pro Quadratmeter;
- bei der vertrauensbildenden Mieterberatung als Problemlösungspartner in der Akquisitionsphase.

Die für Nutzer relevante Flächenwirtschaftlichkeit unterscheidet sich erheblich von der gängigen Formel für Projektentwickler und Investoren. Für Nutzer zählt das Verhältnis Netto-Mietfläche pro Arbeitsplatz [je niedriger, desto besser]. Für den Projektentwickler ist ein günstiges Verhältnis von Mietfläche zu Brutto-Grundfläche [je höher, desto besser] entscheidend. Der Nutzwert ist die Zauberformel zur Optimierung beider Interessen. Die minimale Brutto-Grundfläche pro Arbeitsplatz. Es gilt das Leitmotiv guter Architektur »Weniger ist mehr«: die Minimierung des BGF-Aufwandes und der Baukosten bei gleichzeitiger Maximierung der Belegungskapazität und damit des Kundennutzens.

## Nutzwert-Ranking

Flächenwirtschaftlichsvergleich von 164 zeitgenössischen Bürohäusern

Die Null-Achsen markieren die Mitte zwischen den Vergleichsobjekten mit den Minimal- und den Maximalwerten. Abseits dieser Nullachse, steigen [+] oder sinken [–] die
- relativen Herstellungskosten[2] – Verhältnis Netto-Mietfläche zu Brutto-Grundflächenaufwand
- relativen Arbeitsplatzkosten[3] – Belegungskapazität der Netto-Mietfläche mit tagesbelichteten Arbeitsplätzen
- Die Multiplikation beider Faktoren ergibt den Nutzwert.